# خانه رستگار
خانه رستگار مربوط به دوره پهلوی است و در تبریز، خیابان ارتش جنوبی واقع شده و این اثر در تاریخ ۲۶ آبان ۱۳۷۸ با شمارهٔ ثبت ۲۵۰۳ به‌عنوان یکی از آثار ملی ایران به ثبت رسیده‌است.
این خانه متعلق به اوایل حکومت پهلوی و از سه طبقه تشکیل شده‌است. دارای دو ورودی از قسمت غرب- سمت خیابان ارتش- و فسمت شمالی- کوچه حاج رضا- است. طبقه زیرین این خانه، که دارای دیوارهای آجری و تفلیسی است، با طاق‌های گهواره‌ای متقاطع پوشیده شده‌است.
در ضلع شرقی طبقه همکف، اتاق‌های متعددی وجود دارد که مشرف به خیابان می‌باشند و به واسطه یک راهرو به هم دسترسی دارند. ورود به طبقه اول از طریق راه پله که در فضای ورودی قرار گرفته صورت می‌گیرد. در طبقه اول نیز یک راهرو، دسترسی به اتاق‌ها را ممکن می‌سازد.
جبه شمالی بنا در طبقه زیر زمین، پوشش طاقی دارد؛ در طبقه همکف آن، ورودی کوچه از طریق یک راهرو به حیاط می رسو و اتاق‌هایی در دو سوی آن واقع شده‌است. در طبقه اول، که دسترسی به آن از راه پله جبهه غربی است، دو اتاق بزرگ ایجاد شده‌است.
پیش تر، در داخل محوطه اندرونی این خانه، ینای مسکونی دیگری نیز وجود داشته که به صورت، و از طریق دالانی که از کوچه راه دارد، به آن دسترسی بود. اما اکنون این بنا از بین رفته و با حیاط خانه رستگار ترکیب شده‌است.
نمای ساختمان، از بیرون و حیاط دارای ازاره و پایه‌های سنگی- از سنگ محلی اسپرخان- و دارای بدنه آجری با قاب‌بندی‌های متنوع می‌باشد. این بنا اکنون در حال مرمت است و به مرکز فرهنگ تبدیل خواهد شد.